# 前687年
| 千纪： | 前1千纪 |
| 世纪： | 前8世纪 \| 前7世纪 \| 前6世纪 |
| 年代： | 前710年代 \| 前700年代 \| 前690年代 \| 前680年代 \| 前670年代 \| 前660年代 \| 前650年代                                                                                    |
| 年份： | 前692年 \| 前691年 \| 前690年 \| 前689年 \| 前688年 \| 前687年 \| 前686年 \| 前685年 \| 前684年 \| 前683年 \| 前682年                                                      |
| 纪年： | 周莊王十年 魯莊公七年 秦武公十一年 陳宣公六年 蔡哀侯八年 鄭子嬰七年 宋閔公五年 楚文王三年 齊襄公十一年 晉侯緡18年 曲沃武公29年 燕庄公四年 衛黔牟十年 曹庄公15年 杞靖公17年 |

## 大事记
- 中国古籍记载：“星陨如雨，与雨偕”，这是世界上最早的天琴座流星雨记载。
- 鲁国国君魯莊公的母亲文姜在防地私会其兄齊襄公

## 逝世
- 希西家王，猶大末年的君主
- 公子黔牟，齊襄公驱赶公子黔牟，立公子黔牟的异母兄弟卫惠公复位